# GKN
Pour les articles homonymes, voir GKN (homonymie).
GKN est un fabricant de composants automobiles et aéronautiques britannique basé à Redditch, au Royaume-Uni. Son nom provient de Guest, Keen and Nettlefolds, trois entreprises regroupées en 1902. Le groupe réalise en 2011 un chiffre d'affaires de 6,112 milliards de livres sterling avec environ 40 000 salariés. GKN est membre de l'association européenne des équipementiers automobiles, le CLEPA.

## Histoire

### La Révolution industrielle
GKN est né lors de la révolution industrielle en Grande-Bretagne. La création de GKN remonte à celle des fonderies Dowlais Iron and Co le 19 septembre 1759, à Dowlais près de Merthyr Tydfil en Galles du Sud, par Thomas Lewis et ses associés, des marchands et des forgerons. L'entreprise nouvellement créée devait construire le deuxième haut fourneau à charbon de Galles du Sud, haut fourneau qui fonctionne jusqu'en 1848. La Révolution Industrielle est celle du charbon et du fer, et Dowlais Iron and Co fabrique en particulier les boulets de canon en fonte utilisés par l'armée britannique durant les Guerres napoléoniennes. La Révolution Industrielle correspond également à la naissance du chemin de fer. Dowlais Iron Co voit sa croissance durant la première moitié du XIXe siècle assurée par le développement du rail. L'entreprise fournit les rails nécessaires à la construction du Great Western Railway, qui doit relier la gare de Paddington à Londres avec l'ouest de l'Angleterre et la Galles du Sud. Dowlais fournit également le fer nécessaire à la fabrication du Great Britain, le premier paquebot à vapeur à coque en fer et le plus grand navire jamais construit à cette époque. 
Dowlais Iron and Co fournit les rails nécessaires à toutes les compagnies ferroviaires de Grande-Bretagne mais exporte également sa production à travers le monde. À partir de 1830, l'entreprise vend ses rails aux États-Unis où les premières lignes de chemin de fer sont créées. Dans les années 1840, c'est au tour de la Russie et de l'Allemagne. En 1840, Dowlais emploie 7300 salariés et fabrique 90 000 tonnes de fer par an. Un contrat de 1844 pour la fourniture de 50 000 tonnes de rails à la Russie est qualifié de « plus grand contrat de tous les temps ». Finalement, à la suite du boom du chemin de fer, Dowlais est en 1845 la plus importante compagnie de production de fer du monde et participe à la transformation industrielle du monde. Au début des années 1850, Dowlais Iron and Co devient également la plus grosse entreprise du monde.

### L'acier
C'est à cette époque que l'acier commence à remplacer la fonte. En 1856, Henry Bessemer révolutionne l'industrie du fer en développant la première méthode pour produire massivement et à faible coût de l'acier. Dowlais est la première entreprise britannique à acquérir ce procédé, et après une période d'expérimentation d'une dizaine d'années, Dowlais commence à produire de manière industrielle l'acier. Avant le procédé de Bessemer, l'acier coutait dix fois plus cher que la fonte et était inutilisable pour la construction de lignes de chemin de fer, de ponts ou d'immeubles. Avec le nouveau procédé, le prix de revient de l'acier devient comparable à celui de la fonte et la plupart des industriels remplacent la fonte par l'acier. En 1871, Dowlais produit environ 26 000 tonnes d'acier Bessemer, en 1884, il en produit plus de 118 000 tonnes. Le développement de l'acier permet à Dowlais de continuer à se développer au cours de la deuxième moitié du XIXe siècle. En 1888, Dowlais construit son deuxième haut fourneau en Galles du Sud, à Cardiff. Dowlais a bien négocié le virage de l'acier, et au début du XXe siècle, Dowlais est l'un des plus grands sidérurgistes du monde.

### G, K & N
En 1834, John Nettlefold ouvre un moulin à bois à Birmingham. En 1856, Arthur Keen fonde la Patent Nut & Bolt Company avec un associé américain, Francis Watkins, une entreprise devenue un acteur majeur des écrous et boulons en fer. L'acier remplace le fer comme matière première dans la production des écrous et des boulons, et Keen pense que dans une logique d'intégration verticale, il devrait acquérir un producteur d'acier. Avec ses ressources financières, il achète en septembre 1899 Dowlais pour 1,53 million de livres sterling. La nouvelle entreprise est baptisée Guest, Keen & Co. En 1902, l'entreprise rachète Nettlefold et se rebaptise Guest, Keen & Nettlefolds. En 1905, GKN est la 15e plus grosse entreprise de Grande-Bretagne, et le plus grand sidérurgiste du pays.

### Les roues en acier embouti
En 1920, GKN rachète l'aciérie John Lysaght et ses filiales, Joseph Sankey and Sons Ltd. Avec sa formation d'ingénieur, Sankey crée un important producteur de plateaux à thé. Comme pionnier de l'automobile, il devient l'ami personnel d'Herbert Austin, ce qui l'amène à fournir des roues embouties pour l'industrie. En 1914, les principaux clients des roues embouties comptent Austin, Daimler, Humber, Rover, Star et Argyll et également William Morris par la suite. La production démarre en 1908, et une seconde usine est rapidement construite près de Wellington, Shropshire, qui se spécialise dans les roues, complétant l'usine de Bilston. Au moment de l'acquisition par GKN, l'usine fournit des roues à de nombreux constructeurs britanniques. En 1969, l'usine hautement automatisée de Wellington produit cinq millions et demi de roues par an soit un rythme approximatif de 30 mille par jour. L'entreprise s'occupe également d'autres travaux relatifs à l'automobile, comme la production des châssis de la Triumph Herald et ses dérivés, et du véhicule blindé GKN FV432.

### Munitions et moteurs
Dans la première moitié du XXe siècle, GKN s'implique dans l'industrie de l'armement et dans l'industrie automobile. Pendant la Première Guerre mondiale, les usines GKN sont nationalisées par le Ministry of Munitions britannique. Elles produisent l'acier nécessaire à toute une gamme d'applications militaires. Beaucoup de salariés s'étant portés volontaires pour monter au front, les usines font appel au travail des femmes. La même situation se reproduira durant la Seconde Guerre mondiale. 
Après la Première Guerre mondiale, GKN voit se développer un nouveau débouché pour l'acier : l'industrie automobile. Une société minière de charbon fondée par Lord Buckland et David Llewellyn, rachète en 1919 le sidérurgiste John Lysaght Ltd, ainsi que la Joseph Sankey & Sons. Ce nouveau groupe propose ensuite une fusion avec GKN. Cela permet à GKN d'être présent à la fois dans la production d'acier, les produits en acier, et les moteurs.
Avec la Grande Dépression des années 1930, GKN est obligé de fermer ses hauts fourneaux de Dowlais et met ainsi fin à 170 ans d'activité sidérurgique. Avec la Seconde Guerre mondiale, l'entreprise est à nouveau mise à contribution pour l'effort de guerre. L'entreprise fabrique des Supermarine Spitfire, un blindé conçu pour le débarquement de Normandie, et l'acier nécessaire pour la production de blindés, d'avions et de millions de casques.

### Abandon de la sidérurgie, développement dans l'automobile
À la fin de la Deuxième Guerre mondiale, GKN est le plus gros sidérurgiste britannique. Les Travaillistes nationalisent l'industrie sidérurgique en 1951, dont l'activité acier de GKN pour 18,7 millions de livres sterling. En 1955, les Conservateurs privatisent l'industrie sidérurgique et l'entreprise récupère ses actifs pour seulement 12 millions de livres sterling. En 1967, le nouveau gouvernement travailliste de Harold Wilson nationalise de nouveau cette industrie et GKN décide d'abandonner la sidérurgie et d'explorer de nouveaux secteurs. GKN décide également de s'internationaliser davantage, en particulier dans les pays nouvellement indépendants du Commonwealth. GKN se diversifie dans des métiers en relation avec son activité d'origine, l'acier, par exemple dans les équipements automobiles ou la production du blindé MCV-80 Warrior pour l armée britannique.
En 1966, GKN rachète l'équipementier automobile Birfield présent industriellement au Royaume-Uni, en RFA, en France et en Italie. Les produits de GKN sont révolutionnaires car ils permettent le développement de la traction avant, qui sera utilisée notamment pour la Mini. Les équipements automobiles deviennent un métier principal de GKN, et constituent un tiers du chiffre d'affaires du groupe à la fin des années 1960. 
Malheureusement, l'industrie automobile britannique décline dans les années 1970, touchées par les mouvements de grève et une compétitivité faible. Les années 1973 et 1974 sont en particulier un cauchemar pour GKN avec la multiplication par 4 du cours du pétrole lors du premier choc pétrolier, et la mise en place de la semaine de travail de 3 jours dans toute la Grande-Bretagne pour économiser de l'énergie alors que les mineurs sont en grève. 
GKN se rétablit en 1971 avec le rachat d'Uni-Cardan. En 1980, le groupe enregistre la première perte de son histoire.

### Les années 1980
Pour assurer son avenir, GKN ouvre des usines aux États-Unis, en Europe, et se positionne auprès des constructeurs automobiles japonais. Le groupe poursuit ensuite son internationalisation en investissant au Brésil, au Mexique, en Inde, en Australie, en Afrique du Sud, au Japon, en Thaïlande, en Corée du Sud, en Malaisie, à Taiwan, et en 1989 en Chine. Son activité Transmissions Automobiles bâtit un solide leadership mondial. 
En 1988, GKN rachète le fabricant d'hélicoptères et groupe aérospatial britannique Westland Helicopters, dont la filiale Saunders Roe fabrique de réputés hydravions, des aérostructures et des éléments en composites. 
Parallèlement durant les années 1980, GKN entame une sévère cure d'amaigrissement, en réduisant le nombre de ses salariés de 93 000 en 1980 à 32 300 en 1990. GKN se recentre sur quelques activités prometteuses, en particulier les transmissions automobiles, l'aérospatial et les véhicules , c'est-à-dire lourds et lents (agricoles, mines, construction), développés à partir de l'acquisition de Sankey. Parallèlement, le groupe identifie l'industrie des poudres et les alliages de métaux comme des secteurs d'avenir et se développe rapidement dans ces domaines à travers des acquisitions principalement aux États-Unis et ensuite en Europe.

### Les années 2000
Au début des années 2000, GKN revend ses hélicoptères à Finmeccanica (2004) et rachète l'usine d'aérostructures pour avions militaires de Boeing de Saint-Louis (Missouri). 
GKN est alors positionné sur 4 métiers, les transmissions automobiles, la métallurgie des poudres et fabrication d'alliages, l'aérospatial et les véhicules tout-terrain. GKN a perdu beaucoup de son importance dans le paysage industriel britannique et est même sorti de l'indice Footsie. Mais il reste un important fournisseur de l'industrie automobile et participe à la fabrication des chasseurs Boeing F18 et des navettes spatiales. La direction décide de délocaliser sa production vers les pays à bas coûts et forte croissance en Asie, Europe de l'Est et Amérique Latine. Le groupe continue sa politique d'acquisitions, en particulier dans les  véhicules tout-terrain. 
Avec l'acquisition de l'usine de fabrication d'ailes d'Airbus de Filton près de Bristol en 2009, GKN devient le plus grand fabricant indépendant d'aérostructures au monde. Par ailleurs GKN est la seule entreprise non-japonaise à avoir été distinguée trois fois par Toyota comme son meilleur fournisseur.
En juillet 2015, GKN acquiert Fokker Technologies pour 706 millions d'euros.
En janvier 2018, Melrose, un fonds d'investissement annonce avoir lancé une opération hostile sur GKN pour 7,4 milliards de livres. Le 29 mars 2018, les actionnaires de GKN acceptent l'offre de Melrose,.
Le titre est retiré de cotation en avril 2018.
GKN décide en juillet 2021 de fermer l'usine de Florence (Italie) et annonce le licenciement de ses 422 employés. Ces licenciements provoquent une polémique dans le pays, alors que l'entreprise a touché 3 millions d’euros de subventions publiques. L’usine est occupée et plusieurs manifestations sont organisées, avec un fort soutien populaire. Le gouvernement italien déclare envisager un projet de loi visant à restreindre les délocalisations.

## Production
GKN est composé de 4 divisions, deux d'équipements automobiles, une d'équipements aéronautiques, et une d'équipements pour les véhicules tout-terrain (machines agricoles, engins de chantiers, engins de mines). 
Les 10 plus importants clients de GKN en 2011 sont Volkswagen, Airbus, Renault Nissan Group, General Motors, United Technologies, Fiat-Chrysler, Ford, Boeing, General Electric et Toyota. 47 % des ventes totales du groupe sont commercialisées en Europe et 37 % en Amériques du Nord et du Sud. 
Le groupe compte en 2011 près de 42 000 salariés, dont 13 % au Royaume-Uni, 35 % dans le reste de l'Europe, 30 % en Amériques du Nord et du Sud, et 22 % dans le reste du monde. 

### Équipements automobiles
La division GKN Driveline est le premier équipementier automobile mondial dans les systèmes de transmission. Ses produits sont vendus en Europe (39,1 %), en Amérique du Nord (20,5 %), au Japon (15,6 %), en Chine (8,7 %), en Amérique du Sud (8,6 %) et en Inde (3 %). C'est la principale division du groupe. Ses principaux clients sont Volkswagen (16 % des ventes), Renault-Nissan (13 %), Fiat-Chrysler (11 %), General Motors (9 %), Ford (8 %), mais aussi Toyota, Mitsubishi, BMW ou Tata. 
La division GKN Powder Metallurgy est le leader mondial des composants en alliages, pour l'automobile essentiellement (88 %). Cette division comprend la filiale Hoeganaes, qui fabrique de la poudre métallique, ensuite utilisée pour produire des composants automobiles en alliages. Il s'agit de composants de moteurs, de transmission, de châssis. Les ventes se sont élevées en 2011 à 845 millions de livres sterling avec 6 400 salariés. Ses principaux clients sont Ford, General Motors, ZF Friedrichshafen, Fiat-Chrysler, Volkswagen, KC HiLiTES, Linamar Corporation, Bosch.

### Équipements aéronautiques
GKN Aerospace est un fournisseur de premier rang pour de nombreux constructeurs aéronautiques, motoristes, ou d'autres équipementiers aéronautiques. Ses produits sont les aérostructures (fuselages, ailes, nacelles), les composants ou les sous-systèmes de moteurs, et certains équipements particuliers tels que les systèmes de carburant, les systèmes de dégivrage, les fenêtres de cabine. Fin 2011, les ventes totales se sont élevées à 1 481 millions de livres sterling, dont 951 millions dans les aérostructures, 411 millions dans les moteurs et 119 millions dans les autres composants ; les débouchés sont civils à 58 % et militaires à 42 % ; la division occupe 8 500 employés ; les principaux clients sont EADS (31 % du chiffre d'affaires), Boeing (19 %), United Technologies (13 %), Lockheed Martin (5 %), General Electric (5 %), ou encore Rolls-Royce, Spirit AeroSystems, Bombardier, Honeywell.

### Équipements pour lesvéhicules tout-terrain
GKN Land Systems est un équipementier pour les fabricants de machines agricoles, engins de chantiers, engins d'exploitation minière et machines industrielles. Avec 5900 salariés, les ventes se sont élevées en 2011 à 885 millions de livres sterling. Ses 10 premiers clients sont John Deere, Case New Holland, Tata Group, Caterpillar, Claas, AGCO, Ford, J. C. Bamford, Volkswagen, Daimler, avec 39 % du chiffre d'affaires. 
|                                                              | Transmissions | Métallurgie des poudres | Aérospatial | Véhicules tout-terrain |
| ------------------------------------------------------------ | ------------- | ----------------------- | ----------- | ---------------------- |
| Chiffre d'affaires (en millions de livres sterling, en 2011) | 2 795         | 845                     | 1 481       | 885                    |
| Nombre d'employés (fin 2011)                                 | 21 100        | 6 400                   | 8 500       | 5 900                  |